# Vochysia oppugnata
Vochysia oppugnata là một loài thực vật có hoa trong họ Vochysiaceae. Loài này được (Velloso) Warm. miêu tả khoa học đầu tiên năm 1875.